# Daniel Mainwaring
Pour les articles homonymes, voir Mainwaring.
Daniel Mainwaring, né le 27 février 1902 à Oakland, Californie (États-Unis), mort le 31 janvier 1977  à Los Angeles (États-Unis), est un scénariste américain de Série B et un écrivain de roman policier qui signe ses publications du pseudonyme Geoffrey Homes.

## Biographie
Après des études au State College de Fresno, il exerce quelques emplois sans lendemain (garçon de bureau, cueilleur de fruits, vendeur, détective privé, enseignant) avant d'amorcer une carrière professionnelle de journaliste au San Francisco Chronicle.
Il publie son premier roman (et le seul qu'il ait jamais publié sous son propre nom), One Against the Earth en 1933. Il signe ensuite du pseudonyme Geoffrey Homes douze thrillers aux dialogues finement ciselés dont plusieurs ont comme toile de fond la Californie rurale de la Grande Dépression, ce qui les rapproche des romans sociaux de John Steinbeck et des romans noirs de Horace McCoy. Dans The Doctor Died at Dusk (1936) apparaît le journaliste et ancien détective privé Robin Bishop et sa femme Mary, héros de cinq romans. L'auteur les délaisse ensuite au profit de Humphrey Campbell, un détective privé plus dur qui a la particularité de ne boire que du lait. Pour assurer le passage entre les deux héros, l'auteur les fait se rencontrer dans la dernière aventure de Robin Bishop, Marjorie n'est pas rentrée (1938). Par ailleurs, deux romans d'enquête, qui lorgnent du côté du fantastique, mettent en scène José Manuel Madero, un détective indien zapotèque fort singulier « qui tricote ses chaussettes et fait sauter en l'air ses cigarettes avant de les rattraper avec sa bouche ».
Build My Gallows High, son dernier roman, publié en 1946, est généralement considéré comme le meilleur qu'il ait écrit. Il en fera l’adaptation, l’année suivante, sous le titre Out of the Past, un film réalisé par Jacques Tourneur, devenu un classique du film noir. En France, roman et film portent le titre Pendez-moi haut et court. Un remake à partir du scénario a été tourné en 1984 par Taylor Hackford sous le titre Contre toute attente.
Il se consacre ensuite presque exclusivement à l’écriture de scénarios de films noirs et de westerns. À partir de la fin des années 1950, il produit plusieurs scripts pour des séries télévisées policières et westerns.

## Œuvre

### Roman signé Daniel Mainwaring
- One Against the Earth (1933)

### Romans signés Geoffrey Homes

#### SérieRobin et Mary Bishop
- The Doctor Died at Dusk (1936)
- The Man Who Murdered Himself (1936)
- The Man Who Didn't Exist (1937)
- The Man Who Murdered Goliath (1938)
- Then There Were Three (1938) Publié en français sous le titre Marjorie n'est pas rentrée, Paris, Librairie des Champs-Élysées, coll. Le Masque no 708, 1960 ; réédition, Paris, Librairie des Champs-Élysées, coll. Le Club des Masques no 93, 1970

#### SérieHumphrey Campbell
- No Hands on the Clock (1939)
- Finders Keepers (1940)
- Forty Whacks (1941)
- Six Silver Handles ou The Case of the Unhappy Angels (1944) Publié en français sous le titre Malheur aux anges, Paris, Un Mystère 3e série no 150, 1971

#### SérieJosé Manuel Madero
- The Street of the Crying Woman (1942) Publié en français sous le titre La Rue de la femme qui pleure, Paris, Rivages/Noir no 94, 1990
- The Hill of the Terrified Monk (1943)

#### Roman hors-série
- Build My Gallows High (1946) Publié en français sous le titre Pendez-moi haut et court, Paris, Gallimard, Série noire no 44, 1949 ; réédition, Paris, Gallimard, La Poche noire no 108, 1970 ; réédition, Paris, Gallimard, Carré noir no 435, 1982 ; réédition, Paris, Rivages/Noir no 93, 1990

## Filmographie

### Au cinéma
- 1942 : Secrets of the Underground de William Morgan
- 1944 : Dangerous Passage (en) de William Berke
- 1945 : Fais-moi peur (Scared Stiff) de George Marshall
- 1946 : Tokyo Rose de Lew Landers
- 1946 : They Made Me a Killer (en) de William C. Thomas
- 1946 : Hot Cargo de Lew Landers
- 1946 : Swamp Fire (en) de William H. Pine
- 1947 : Big Town (en) de William C. Thomas
- 1947 : Pendez-moi haut et court (Out of the Past) de Jacques Tourneur
- 1949 : Roughshod (en) de Mark Robson
- 1949 : Ça commence à Vera Cruz (The Big Steal) de Don Siegel
- 1950 : Haines (The Lawless) de Joseph Losey
- 1950 : L'Aigle et le Vautour (The Eagle and the Hawk) de Lewis R. Foster
- 1951 : Le Dernier Bastion (The Last Outpost) de  	Lewis R. Foster
- 1952 : La Reine du hold-up (This Woman Is Dangerous) de Felix E. Feist
- 1952 : Les clairons sonnent la charge (Bugles in the Afternoon) de Roy Rowland
- 1953 : Le Voyage de la peur (The Hitch-Hiker) d'Ida Lupino
- 1953 : La Rivière de la poudre (Powder River) de Louis King
- 1953 : Those Redheads from Seattle de Lewis R. Foster
- 1954 : Alaska Seas (en) de Jerry Hopper
- 1954 : La Caravane du désert (Southwest Passage) de Ray Nazarro
- 1954 : The Desperado de Thomas Carr
- 1954 : Le Défilé sauvage (Black Horse Canyon)
- 1955 : An Annapolis Story de Don Siegel
- 1955 : A Bullet for Joey (en) de Lewis Allen
- 1955 : The Phenix City Story de Phil Karlson
- 1956 : Tormenta (en) de John Guillermin
- 1956 : L'Invasion des profanateurs de sépultures (Invasion of the Body Snatchers) de Don Siegel
- 1957 : L'Ennemi public (Baby Face Nelson) de Don Siegel
- 1958 : Le Desperado des plaines (Cole Younger, Gunfighter) de R. G. Springsteen
- 1958 : Space Master X-7 (en) d'Edward Bernds
- 1958 : Trafiquants d'armes à Cuba (The Gun Runners) de Don Siegel
- 1960 : Walk Like a Dragon de James Clavell
- 1961 : Thésée et le Minotaure (Teseo contro il minotauro) de Silvio Amadio
- 1961 : Atlantis, terre engloutie (Atlantis, the Lost Continent) de George Pal
- 1961 : Le Dompteur de femmes (The George Raft Story) de Joseph M. Newman
- 1965 : Convict Stage de Lesley Selander
- 1965 : Catacombs (en) de Gordon Hessler

### À la télévision
- 1958 : The Californians : Panic on Montgomery Street (1958), saison 1, épisode 16
- 1959 : Aventures dans les îles (Adventures in Paradise) : The Archer's Ring (1959), saison 1, épisode 14
- 1959 : Aventures dans les îles (Adventures in Paradise) : Whip-Fight (1960), saison 1, épisode 30
- 1960 : The Renegade (téléfilm)
- 1961 : Cain's Hundred : Blood Money (1962), saison 1, épisode 20
- 1961 : Target: The Corruputors : Babes in Wall Street (1962), saison 1, épisode 23
- 1965 : A Man Called Shenandoah : The Caller (1965), saison 1, épisode 4
- 1965 : Court Martial : No Wreath for an Angel (1965), saison 1, épisode ?
- 1965 : Court Martial : Taps for the Sergeant (1966), saison 1, épisode ?
- 1965 : Les Mystères de l'Ouest (The Wild Wild West) : The Night of the Deadly Blossom (1967), saison 2, épisode 25
- 1967 : Custer : Massacre (1967), saison 1, épisode 5
- 1967 : Cimarron (Cimarron Strip) : Big Jessie (1968), saison 1, épisode 20
- 1967 : Mannix (Mannix) : Who Will Dig the Graves? (1968), saison 2, épisode 8

## Sources
- Jacques Baudou et Jean-Jacques Schleret, Le Vrai Visage du Masque, vol. 1, Paris, Futuropolis, 1984, 476 p. (OCLC 311506692), p. 246-248.
- Claude Mesplède, Dictionnaire des littératures policières, vol. 1 : A - I, Nantes, Joseph K, 2007, 1054 p. (ISBN 978-2-910686-44-4, OCLC 315873251), p. 998-999.
- Claude Mesplède, Les années "Série noire" : bibliographie critique d'une collection policière, vol. 1 : 1945-1959, Amiens, Editions Encrage, coll. « Travaux » (no 13), 1992 (ISBN 978-2-906389-34-2).
- Claude Mesplède et Jean-Jacques Schleret, SN, voyage au bout de la Noire : inventaire de 732 auteurs et de leurs œuvres publiés en séries Noire et Blème : suivi d'une filmographie complète, Paris, Futuropolis, 1982 (OCLC 11972030), p. 194-195.